# Leszek Kirkien
Leszek Tadeusz Kirkien ps. „Viking” (ur. 21 kwietnia 1897 w Bieczu, zm. 2 kwietnia 1978 w Londynie) – polski ekonomista, publicysta, prawnik.

## Życiorys
Kirkien był synem Włodzimierza Kirkiena i Anieli z Kwiatkowskiej. Uczęszczał do VIII gimnazjum we Lwowie. Po zdaniu matury został w 1915 przydzielony do tyrolskiego pułku artylerii ciężkiej, w ramach którego podczas I wojny światowej walczył w Rumunii i Włoszech. Po odniesieniu ran służył w garnizonie we Lwowie jako oficer łącznikowy do wojskowych misji amerykańskiej i brytyjskiej. Podczas wojny polsko-bolszewickiej był adiutantem inspektora armii ochotniczej przy Dowództwie Okręgu Korpusu Generalnego Łódź. Ukończył prawo oraz zdobył tytuł doktora ekonomii na Uniwersytecie Jana Kazimierza we Lwowie (1921).
Był współzałożycielem i wydawcą łódzkiego dziennika „Republika” i „Expressu Ilustrowanego”, redagował dział gospodarczy „Republiki”. W latach 1922–1925 redagował „Przegląd Włókienniczy”. W latach 1933–1934 pracował w Ministerstwie Spraw Zagranicznych, następnie w latach 1934–1936 pełnił funkcję attaché prasowego Ambasady Polskiej w Berlinie. W latach 1936–1939 był organizatorem i dyrektorem Agencji Prasowej Transcontinental Press i agencji prasowej ATE w Warszawie. W latach 1939–1940 walczył w Armii Polskiej we Francji. Po II wojnie światowej zamieszkał w Londynie przy 15 Boltons Court, 220 Old Brompton Road. Zorganizował drukarnię Caldra House Ltd. W latach 1945–1959 był dyrektorem wydawnictwa prasowego, publikującego „Dziennik Polski i Dziennik Żołnierza”.
Należał do komitetu budowy pomnika Tadeusza Kościuszki w Łodzi.

## Publikacje
- „Russia, Poland and the Curzon Line” (Londyn 1945)[8]